# Podoblin
Podoblin es un pueblo de Polonia, en Mazovia. Se encuentra en el distrito (Gmina) de Maciejowice, perteneciente al condado (Powiat) de Garwolin. Se encuentra aproximadamente a 42 km al noroeste de Maciejowice, 22 km al sur de Garwolin, y a 67 km al sureste de Varsovia.   
Entre 1975 y 1998 perteneció al voivodato de Siedlce.